# Town and Country (Washington)
Pour les articles homonymes, voir Town and Country (homonymie).
Town and Country  est une census-designated place américaine de l'État de Washington dans le comté de Spokane. 
La population était de 5 068 habitants en 2020.